# Petite-Espinette
La Petite-Espinette (en néerlandais : Kleine Hut) est un lieu-dit situé en Belgique, dans la région bruxelloise, sur le territoire de la commune d'Uccle, près de la chaussée de Waterloo, à la hauteur de la drève Saint-Hubert,,,.

## Variantes de dénomination
Dans certaines publications, l'on retrouve la graphie Petite Espinette sans trait d'union. Ce lieu-dit se traduit en néerlandais par Kleine Hut.
Le nom néerlandophone est Kleine Hut dérive d'un mot désignant cabane en bois avec un toit en tuiles. Par contre les francophones de Waterloo et Braine-l'Alleud ne voyant depuis la route en passant sur la chaussée que des buissons épineux à hauteur de la Grande et de la Petite-Espinette et non des huttes donnèrent le nom Espinette en français. Il n'est par contre pas clair lequel des deux noms est le plus ancien. Les deux dénominations ont plusieurs siècles. Le mot Hut et son qualificatif de « petit » viendrait de la construction d'une cabane après la destruction d'une auberge au XVIIIe siècle seulement.

## Notoriété du lieu
Au XVe siècle, on y trouvait une auberge nommée Saint-Hubert. Celle-ci sera détruite au XVIIIe siècle à la suite d'une condamnation judiciaire.
Sur la carte de Ferraris, qui date de la fin du XVIIIe siècle, on peut déjà trouver le nom petite Espinette composé d'un petit hameau de quatre bâtiments.
Le lieu va constituer le terminus de la ligne Bruxelles - Petite-Espinette de la Société nationale des chemins de fer vicinaux (SNCV), future ligne W vers Waterloo, Braine-l'Alleud et Wavre et première ligne de tramway électrique de la SNCV à partir de 1894. Le trafic était surtout constitué de citadins se rendant dans ce lieu de détente en bordure de la forêt de Soignes. En 2018, cette dénomination est toujours utilisée pour l'arrêt du bus reliant Bruxelles à Waterloo et Braine-l'Alleud.
Le nom de ce lieu-dit est à l'origine de l'appellation d'un des quartiers de la commune d'Uccle, le « quartier de la Petite Espinette ».